# Hodori
Hodori (în coreeană 호돌이) a fost mascota oficială a Jocurilor Olimpice de vară din 1988, organizate în Seul.
Hodori a fost creat de Kim Hyun și reprezintă un tigru siberian, simbol al ospitalității poporului coreean. Numele a fost ales din 2295 de propuneri și se traduce din coreeană ca „tigrișor” (Ho = tigru, dori = băiețel).